# De Facto (album)
De Facto – szósty studyjny album polskiego rapera Fu. Wydawnictwo ukazało się 13 czerwca 2011 roku nakładem wytwórni Prosto w dystrybucji Fonografiki. Produkcji nagrań podjęli się Urban Beats, Kamilson, SebassBeats, Zbylu, Jerzy Gaweł oraz Siwers. Z kolei wśród gości na płycie znaleźli się m.in. Pyskaty, Chada, Brahu, Hades, Pono, Andrzej Zeńczewski i Bas Tajpan. Płyta nie znalazła się w zestawieniu OLiS, a także żadna z promujących ją piosenek nie zyskała statusu przeboju.

## Lista utworów
Opracowano na podstawie materiału źródłowego.
1. "Intratny początek (Intro)" (produkcja: Urban Beats, scratche: DJ 600V, miksowanie, mastering: Zbylu) – 2:50
2. "De Facto" (produkcja: Kamilson, scratche: DJ Element, miksowanie, mastering: Zbylu) – 3:28
3. "Mam na to wyjebane" (produkcja: SebassBeats, scratche: DJ Element, miksowanie, mastering: Zbylu) – 3:32
4. "A co gdyby było inaczej?" (gitara: Marek Balaszczuk, produkcja, miksowanie, mastering: Zbylu, gościnnie: Pyskaty, Agnieszka Bil) – 4:01
5. "Uliczny blues (Skit)" (produkcja: Jerzy Gaweł, miksowanie, mastering: Zbylu) – 1:36
6. "Do trzech razy sztuka" (produkcja, miksowanie, mastering: Zbylu) – 3:40
7. "Tak bardzo trudno" (produkcja: SebassBeats, gościnnie: Spalto, miksowanie, mastering: Zbylu) – 3:28
8. "Zmęczone oczy" (produkcja, miksowanie, mastering: Zbylu) – 3:40
9. "Jak pitbull (wersja 1)" (produkcja: SebassBeats, miksowanie, mastering: Zbylu) – 4:02
10. "Filozofia życia (Krwawy Sport)" (produkcja: SebassBeats, miksowanie, mastering: Zbylu) – 3:05
11. "Lepiej budować niż burzyć" (produkcja, miksowanie, mastering: Zbylu, gościnnie: Olsen, Pablo) – 4:21
12. "Obudź się Fu!" (produkcja, miksowanie, mastering: Zbylu) – 4:16
13. "Bez limitu" (produkcja: SebassBeats, gościnnie: Mista Don, miksowanie, mastering: Zbylu) – 2:45
14. "Ku przestrodze" (produkcja, miksowanie, mastering: Zbylu) – 3:26
15. "Nie zaprzeczysz mi" (produkcja: SebassBeats, gościnnie: Brahu, Chada, miksowanie, mastering: Zbylu) – 4:31
16. "Zawsze jest nadzieja" (produkcja, miksowanie, mastering: Zbylu, gościnnie: Felipe, Sylwia Dynek) – 3:52
17. "Permanentne upojenie" (produkcja, miksowanie, mastering: Zbylu, scratche: DJ Element) – 4:03
18. "Takie życie ziomuś" (produkcja: Siwers, gościnnie: Hades, scratche: DJ Kebs, miksowanie, mastering: Zbylu) – 3:57
19. "Pamiętaj synku" (produkcja, miksowanie, mastering: Zbylu) – 3:05
20. "Przesłanie z daleka" (gościnnie: Bas Tajpan, Pono, Andrzej Zeńczewski (Daab), produkcja: SebassBeats, miksowanie, mastering: Zbylu) – 4:24
21. "Jak pitbull (wersja 2)" (produkcja, miksowanie, mastering: Zbylu) – 3:18